# Хеторнис
Хеторнис (лат. Schoenicola striatus) — вид воробьиных птиц из семейства сверчковых (Locustellidae). До 2018 года выделялся в монотипический род хеторнисов (Chaetornis).

## Местообитания
Птица обитает на болотах, покрытых травой. В Непале угрозой численности является уничтожение этих местообитаний.

## Ареал
Птица обитает на территории Индии, Непала, Пакистана и Бангладеш.

## Размеры
Длина тела 160—170 мм у самцов и 145—155 мм у самок, длина клюва 12 мм, длина крыла 80—92 мм, длина хвоста 84—90 мм у самцов и 72—82 мм у самок.

## Описание
Это относительно крупный представитель семейства сверчковых, с длинной цевкой. В окраске оперения преобладают светло-коричневые тона. Клюв черный, ноги красные.

## Численность
Мировая популяция этих птиц оценивается в 2500—9999 взрослых особей.